# Projektadministratör
Inom projektledning, är en projektadministratör en person som koordinerar och hjälper projektledaren med den administrativa delen i ett projekt, vilket innebär att koordinera projektmedlemmarna och se till att alla uppgifter utförs. Projektadministratören samlar ofta in och sammanställer information och dokumentation från övriga i projektet. Projektadministratörens roll kan också vara att agera projektledare då denne inte är närvarande.